# Вильчек, Эрнст
Эрнст Ви́льчек (нем. Ernst Wilczek, 1867—1948) — швейцарский ботаник и миколог.

## Биография
Эрнст Вильчек родился 12 января 1867 года в коммуне Лаупен. Учился в школе в Фрибуре, затем переехал в Цюрих. Учился у Карла Шрётера в Швейцарской высшей технической школе Цюриха, впоследствии работал его ассистентом. В 1892 году получил степень доктора фармации.
В 1897—1898 Вильчек совершил поездку в Аргентину, пересёк Анды. В 1898 году вместе с Эмилем Бюрна собирал образцы растений на Корсике и в Приморских Альпах. В 1902 году Эрнст стал профессором ботаники в университете Лозанны. С 1921 по 1936 Вильчек семь раз посетил Марокко. Также несколько раз посещал другие страны Северной Африки, например, в 1923 вместе с Ж. Брауном-Бланке, Д. Дютуа, П. Жакаром, Р. Нордхагеном, Р. Мэром и Э. Манцем посетил Алжир. До 1934 года Вильчек был директором Альпийского сада Пон-де-Нан, затем стал почётным профессором университета Лозанны.
Скончался 30 сентября 1948 года в Лозанне.

## Организмы, названные в честь Э. Вильчека
- Wilczekia Meyl., 1925 [syn.  Diderma Pers., 1794]
- Anemone ×wilczekii F.O.Wolf ex Hegi, 1912
- Artemisia wilczekiana Heimerl, 1924
- Cristaria wilczekii Hochr., 1920
- Didymium wilczekii Meyl., 1908
- Draba ×wilczekii O.E.Schulz, 1927
- Erysimum wilczekianum Braun-Blanq. & Maire, 1925
- Euphrasia wilczekii Sennen, 1917
- Gagea wilczekii Braun-Blanq. & Maire, 1929
- Hieracium wilczekianum Arv.-Touv., 1897
- Hieracium wilczekii Zahn, 1929
- Koeleria ×wilczekiana Domin, 1913
- Malvastrum wilczekii Hochr., 1920
- Milesina wilczekiana Maire, 1929
- Monnina wilczekiana Chodat & Wilczek, 1902
- Phippsia wilczekii Hack., 1909
- Saxifraga ×wilczekii Verg. & Neyraut ex Luizet, 1916
- Sedum wilczekianum Font Quer, 1929
- Silene wilczekii Sennen, Mauricio & Maire, 1936
- Viola ×wilczekiana Beauverd, 1919